# Прохоров Денис Валерійович
Прохоров Денис Валерійович (нар. 30 вересня 1980 року, Євпаторія, АР Крим, Україна) — Заслужений діяч мистецтв України , перший заступник генерального директора Національного палацу мистецтв "Україна".

## Життєпис
Народився 30 вересня 1980 року в Євпаторії.
Загально-шкільну освіту отримав у Євпаторійській санаторній школі-інтернаті.
З 1997 по 2001 рік навчався у Національній академії внутрішніх справ України на факультеті підготовки кадрів спеціальних підрозділів кримінальної міліції. Отримав диплом з відзнакою та здобув освітньо-кваліфікаційний рівень "спеціаліст" за спеціальністю "правознавство".
З 2001 по 2002 рік навчався у магістратурі Національної академії внутрішніх справ України. Здобув освітньо-кваліфікаційний рівень "магістр".
У 2002 році одружився. Має сина Олександра (2004 року народження) та доньку Катерину (2008 року народження).
З 2002 по 2005 рік працював в органах внутрішніх справ України.
З 2005 по 2008 рік працював у Державному підприємстві "Україна Гастрольна" при Міністерстві культури України. Спочатку на посаді юриста, потім - начальника юридичного відділу, потім - заступника генерального директора, потім - генерального директора.
З 2008 по 2014 рік - працював в бізнесі. Був директором ексклюзивного представництва групи компаній Tyssen Krup (Німеччина) в Україні.
З 2014 року і по теперішній час працює першим заступником генерального директора Національного палацу мистецтв "Україна".

## Організовані культурні заходи
Під час роботи у сфері культури, Прохоров Денис організував такі загальнодержавні заходи, за участю Перших осіб держави, а також Дипломатичного корпусу України :
- Міжнародний фестиваль "ЄВРОПА-ЦЕНТР";

- З 10 по 12 грудня 2005 року Перша Всеукраїнська мистецька акція автентичної музики "РОСТОКИ", м. Івано-Франківськ;

- Друга всеукраїнська акція автентичної музики «Ростоки» 2006 рік;

- Всеукраїнська Благодійна соціальна акція "Святий Миколай з любов'ю до дітей" Михайлівська площа (грудень 2005, 2006 рік);

- В рамках проведення Року України, в Республіці Польща – програма провідних колективів «Український джаз», під керівництвом П. Полтарєва (листопад 2005), «Українські співаки на польській оперній сцені» - вистава театру ім. І. Франка «Соло-Мія» (лютий 2006);

- Урочисте закриття Року України, в Республіці Польща (травень 2006, Краків);

- Мистецька акція  «Жнива народної скорботи. Свіча пам'яті» (Національна Філармонія України, 25 жовтня 2008);

- Культурно-мистецькі заходи присвячені до 360-річниці подій, пов'язаних з початком національно-визвольної війни українського народу середини 17 ст (с. Пилява, Старосинявського району Хмельницької обл., 4 жовтня 2008);

- Заходи, присвячені 360-річчю початку Національно-визвольної війни українського народу під проводом Б. Хмельницького (24 травня 2008 року, с. Виграїв, Корсунь-Шевченківського району);

- Концерт присвячений святкуванню Дня Європи;

- Всеукраїнське козацьке свято "Калнишева Рада"(С. Пустовійтівка, Роминського району Сумської обл., 16 липня 2006);

- Культурно-мистецькі акції з нагоди відзначення 91-річниці проголошення акта злуки УНР і ЗУНР (День Соборності України) (театра опери та балету ім. Т.Г.Шевченка , 22 січня 2010);

- Концертна програма, під час традиційної зустрічі Президента України В.А.Ющенка і пані К.М.Ющенко з керівниками дипломатичних представництв іноземних держав та міжнародних організацій, акредитованих в Україні (М.Київ, Національний заповідник «Софія Київська» - метрополичі палати, 14 січня 2010);

- Заходи до дня пам'яті жертв Голодоморів (28 листопада 2009 року);

- Загальноукраїнська акція «Запали свічку пам'яті» (Михайлівська площа, 28 листопада 2009 року);

- Всеукраїнське свято з нагоди відзначення 360-річчя утворення української козацької держави (М. Чигирин, Черкасько область, 17 жовтня 2009року);

- Урочистості з нагоди 350-річчя перемоги війська під проводом гетьмана України Івана Виговського у Конотопській битві (Сумська обл., Конотопський район 5 липня 2009 року);

- Всеукраїнський фестиваль бандурного мистецтва ім. Остапа Вересая (м. Ялта, АРКрим, Ялтинський центр культури, Ялтинський театр ім. А.П.Чехова, 26-27 вересня 2009 року);

- Всеукраїнське культурно-мистецьке свято «Лесина золота осінь» (М.Ялта, АРКрим, 26 вересня-8 жовтня 2009);

- Урочисті заходи з нагоди 18-річниці Всеукраїнського референдуму 1991 року (М. Київ, Центр ділового та культурного співробітництва «Український Дім», 1 грудня 2009);

- Великодньо-обрядове дійство «Українська писанка» (м.Київ, Національний заповідник «Софія Київська», 12-21 квітня 2009);

- Концертна програма, під час проведення урочистої церемонії відкриття керівництвом держави палацу гетьмана Кирила Розумовського (Національний історико-культурний заповідник «Гетьманська столиця», М. Батурин, Чернігівська обл., 22 серпня 2009);

- Концертна програма, під час проведення у Національному заповіднику «Софія Київська» урочистого прийому з нагоди 18-ї річниці незалежності України, за участю представників акредитованого в Україні дипломатичного корпусу та делегацій від регіонів (Національний заповідник «Софія Київська «, 23 серпня 2009);

- Мистецька акція «Молитва за Україну та український народ, за участю керівників держави у Софіївському Соборі (24 серпня 2009);

- Молитва за померлими з голоду, за участю керівників релігійних організацій України та вищих посадових осіб держави (28 листопада 2009 року у Національному заповіднику «Софія Київська»);

- Загально-українська акція «Засвіти свічку пам'яті», за участю керівників держави (Михайлівська площа, 28 листопада 2009 року);

- Урочистості з нагоди 200-річчя від дня народження Миколи Гоголя (м. Миргород, палац культури курорту «Миргород», 1 квітня 2009);

- Всеукраїнський фестиваль бандурного мистецтва ім. О.Вересая (М.Полтава, 26-27 червня 2009);

- Мистецька акція під час зустрічі і передачі благодатного вогню (Заповідник «Софія Київська, 18 квітня 2009);

- Всеукраїнський фестиваль бандурного мистецтва ім. О.Вересая (М.Батурин, Співоче поле, 22 серпня 2009);

- Участь українських колективів та виконавців у 18-му міжнародному фестивалі мистецтв «Слов'янський Базар у Вітебську» (М. Вітебськ, Республіка Білорусь, 10-14 липня 2009 року);

- Культурно-мистецька акція з нагоди 91-ї річниці проголошення акту злуки УНР і ЗУНР (День Соборності України ,Національний академічний театр опери та балету України ім. Т.Г.Шевченка, 22 січня 2010);

- День України на міжнародному фестивалі «Слов'янський базар-2005»;

- Дні української культури в Японії;

- з 23 квітня по 9 травня 2008 року – Дні української культури у Сінгапурі;

- з 19 по 20 грудня 2007 року – мистецька акція, за участі творчих колективів Української громади, Росії та майстрів мистецтв, колективів України (м. Санкт Петербург, Росія).